# Jacksonville Jaguars 2022
La stagione 2022 dei Jacksonville Jaguars è stata la 28ª della franchigia nella National Football League, la prima con Doug Pederson come capo-allenatore.
I Jaguars ebbero, per il secondo anno consecutivo, la prima scelta assoluta nel draft NFL, utilizzata per scegliere il defensive end Travon Walken da Georgia.
La squadra, con un record di 4-8 a due terzi della stagione, riuscì a qualificarsi ai play-off vincendo tutte le ultime cinque partite, arrivando prima nella AFC South col record di 9-8: fu la prima qualificazione ai play-off dalla stagione 2017.
Nel Wild Card round dei play-off i Jaguars superarono i Los Angeles Chargers 31-30 recuperando uno svantaggio di 27 punti accumulato nei primi due quarti di gioco, in quella che la terza maggiore rimonta nella storia dei play-off e la quinta in assoluto della storia della NFL. Furono eliminati la settimana successiva dai Kansas City Chiefs, futuri vincitori del Super Bowl LVII.

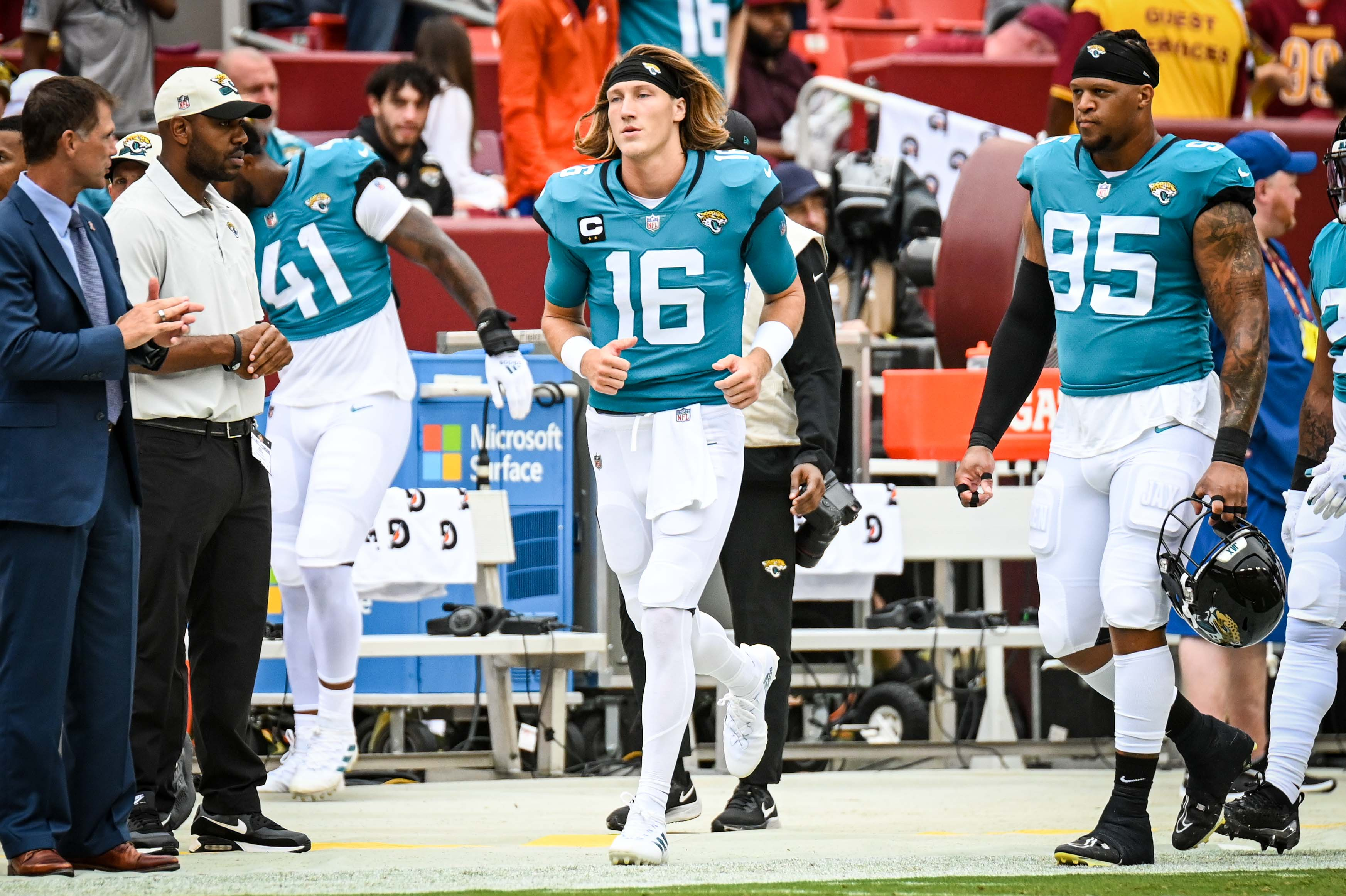
La gara della settimana 1 contro i Washington Commanders

## Scelte nel Draft 2022
| Scelte dei Jaguars nel Draft 2022 |        |                |       |                  |
| Giro                              | Scelta | Giocatore      | Ruolo | College          |
| 1                                 | 1      | Travon Walker  | DE    | Georgia          |
| 1                                 | 27     | Devin Lloyd    | LB    | Utah             |
| 3                                 | 65     | Luke Fortner   | C     | Kentucky         |
| 3                                 | 70     | Chad Muma      | LB    | Wyoming          |
| 5                                 | 154    | Snoop Conner   | RB    | Ole Miss         |
| 6                                 | 197    | Gregory Junior | CB    | Ouachita Baptist |
| 7                                 | 222    | Montaric Brown | CB    | Arkansas         |

## Staff
| Staff dei Jacksonville Jaguars nel 2022 |
| --- |
| Organi dirigenziali - Proprietario – Shahid Khan - Presidente – Mark Lamping - General manager – Trent Baalke - Direttore degli osservatori del college – Michael Davis - Direttore degli osservatori dei professionisti – Regis Eller - Direttore del personale professionistico – DeJuan Polk - Coordinatore del personale dei giocatori – Drew Hughes - Chief football strategy officer – Tony Khan Capo allenatore - Doug Pederson Altri allenatori - Preparatore atletico – Vacante - Assistente p.a. – Adam Potts - Assistente p.a. – Brandon Ireland - Preparatore associato – Kevin Maxen - Preparatore associato – Jackson Schafer Allenatori dell'attacco - Coordinatore offensivo – Press Taylor - Gioco sui passaggi – Jim Bob Cooter - Quarterbacks – Mike McCoy - Assistente quarterback – Andrew Breiner - Running back – Bernie Parmalee - Assistente running back – Tyler Tettleton - Wide receivers – Chris Jackson - Tight ends – Richard Angulo - Offensive line – Phil Rauscher - Assistant offensive line – Todd Washington - Offensive quality control – Nick Williams Allenatori della difesa - Coordinatore difensivo – Mike Caldwell - Defensive line – Brentson Buckner - Assistente defensive line – Rory Segrest - Outside linebacker – Bill Shuey - Inside linebacker – Tony Gilbert - Gioco sui passaggi/cornerback – Deshea Townsend - Safety – Cody Grimm - Assistente difesa senior – Bob Sutton - Controllo qualità difesa – Patrick Reilly Allenatori dello special team - Coordinatore dello special team – Heath Farwell - Assistente special team – Luke Thompson |

## Roster
| Roster dei Jacksonville Jaguars nel 2022 |
| --- |
| Quarterback - 3 C.J. Beathard - 16 Trevor Lawrence Running Back - 24 Snoop Conner - 1 Travis Etienne - 22 JaMycal Hasty - 25 James Robinson Wide Receiver - 39 Jamal Agnew - 11 Marvin Jones - 15 Tim Jones - 7 Zay Jones - 13 Christian Kirk - 14 Kendric Pryor Tight End - 85 Dan Arnold - 17 Evan Engram - 89 Luke Farrell - 84 Chris Manhertz Offensive Linemen - 78 Ben Bartch G - 79 Luke Fortner C - 72 Walker Little T - 74 Cam Robinson T - 68 Brandon Scherff G - 69 Tyler Shatley C - 75 Jawaan Taylor T - 70 Cole Van Lanen G Defensive Linemen - 94 Folorunso Fatukasi DE - 52 DaVon Hamilton NT - 49 Arden Key DE - 95 Roy Robertson-Harris DE - 91 Dawuane Smoot DE Linebacker - 41 Josh Allen OLB - 45 K'Lavon Chaisson OLB - 47 De'Shaan Dixon OLB - -- Caleb Johnson OLB - 33 Devin Lloyd ILB - 48 Chad Muma ILB - 23 Foyesade Oluokun ILB - 50 Shaquille Quarterman ILB - 54 Ty Summers ILB - 44 Travon Walker OLB Defensive Back - 30 Montaric Brown CB - 32 Tyson Campbell CB - 5 Andre Cisco FS - 6 Chris Claybrooks CB - 27 Tyree Gillespie S - 26 Shaquill Griffin CB - 37 Tre Herndon CB - 2 Rayshawn Jenkins FS - 20 Daniel Thomas SS - 31 Darious Williams CB - 42 Andrew Wingard FS Special Team - 9 Logan Cooke P - 46 Ross Matiscik LS - 10 Riley Patterson K Lista delle riserve - 81 Willie Johnson WR (IR) - 92 Jordan Smith DE (IR) - 14 Jake Verity K (IR) - 99 Raequan Williams DE (IR) Squadra di allenamento - 93 Israel Antwine DE - 80 Kevin Austin Jr. WR - 64 Coy Cronk T - 77 Nick Ford C - 34 Gregory Junior CB - 12 James McCourt K - 55 Grant Morgan ILB - 35 Ayo Oyelola FS - 4 E.J. Perry QB - 86 Gerrit Prince TE - 36 Mekhi Sargent RB - 23 Josh Thompson CB - 60 Darryl Williams C - 19 Seth Williams WR 53 attivi, 4 inattivi, 13 nella squadra di allenamento |
| Legenda - I rookie sono in corsivo. - Il primo ruolo è il principale mentre gli eventuali successivi indicano i ruoli secondari. - (IR) sta per Injured Reserve ed indica la lista ristretta per un solo giocatore infortunato che può tornare ad allenarsi dopo la settimana 6 e a rientrare in prima squadra dopo che questa ha giocato 8 partite. - (NF-Inj.) / (NF-Ill.) stanno rispettivamente per Non-Football Injured e Non-Football Illness ed indicano le liste dove viene inserito un giocatore che ha un infortunio o una malattia non dipendente dal football americano. - (PUP) sta per Physically Unable to Perform ed indica la lista dove viene inserito un giocatore mentre è in attesa di recuperare la condizione fisica. Nella stagione regolare dopo la sesta partita giocata dalla propria squadra, il giocatore ha tempo tre settimane per riprendere ad allenarsi, più tre settimane aggiuntive dal suo rientro agli allenamenti per rientrare in prima squadra. |

## Precampionato
Il 28 febbraio 2022 la NFL ha annunciato che i Jaguars avrebbero affrontato i Las Vegas Raiders il 4 agosto 2022 nella partita del Pro Football Hall of Fame. Il tackle Tony Boselli è stato il primo giocatore introdotto nella Hall of Fame per i Jaguars.
Il 12 maggio 2022 sono state annunciate le altre partite dei Jaguars nel precampionato.
| Precampionato     |                |                     |           |        |                                                   |         |
| Settimana         | Data           | Avversario          | Risultato | Record | Stadio                                            | Sintesi |
| Hall of Fame Game | 4 agosto 2022  | @ Las Vegas Raiders | S 11-27   | 0-1    | Tom Benson Hall of Fame Stadium (Canton, in Ohio) | Sintesi |
| 1                 | 12 agosto 2022 | Cleveland Browns    | S 13-24   | 0-2    | TIAA Bank Field                                   | Sintesi |
| 2                 | 20 agosto 2022 | Pittsburgh Steelers | S 15-16   | 0-3    | TIAA Bank Field                                   | Sintesi |
| 3                 | 27 agosto 2022 | @ Atlanta Falcons   | S 12-28   | 0-4    | Mercedes-Benz Stadium                             | Sintesi |

## Stagione regolare

### Calendario
Il calendario della stagione regolare è stato annunciato il 12 maggio 2022. Il gruppo degli avversari, stabiliti sulla base delle rotazioni previste dalla NFL per gli accoppiamenti tra le division nonché dai piazzamenti ottenuti nella stagione precedente, fu giudicato come il 26º più duro da affrontare tra tutti quelli della stagione 2022.
| Stagione regolare |                   |                         |               |        |                         |         |
| Settimana         | Data              | Avversario              | Risultato     | Record | Stadio                  | Sintesi |
| 1                 | 11 settembre 2022 | @ Washington Commanders | S 22-28       | 0-1    | FedEx Field             | Sintesi |
| 2                 | 18 settembre 2022 | Indianapolis Colts      | V 24-0        | 1-1    | TIAA Bank Field         | Sintesi |
| 3                 | 25 settembre 2022 | @ Los Angeles Chargers  | V 38-10       | 2-1    | SoFi Stadium            | Sintesi |
| 4                 | 2 ottobre 2022    | @ Philadelphia Eagles   | S 21-29       | 2-2    | Lincoln Financial Field | Sintesi |
| 5                 | 9 ottobre 2022    | Houston Texans          | S 6-13        | 2-3    | TIAA Bank Field         | Sintesi |
| 6                 | 16 ottobre 2022   | @ Indianapolis Colts    | S 27-34       | 2-4    | Lucas Oil Stadium       | Sintesi |
| 7                 | 23 ottobre 2022   | New York Giants         | S 17-23       | 2-5    | MetLife Stadium         | Sintesi |
| 8                 | 30 ottobre 2022   | Denver Broncos (I)      | S 17-21       | 2-6    | Wembley Stadium         | Sintesi |
| 9                 | 6 novembre 2022   | Las Vegas Raiders       | V 27-20       | 3-6    | TIAA Bank Field         | Sintesi |
| 10                | 13 novembre 2022  | @ Kansas City Chiefs    | S 17-27       | 3-7    | Arrowhead Stadium       | Sintesi |
| 11                | Riposo            | Riposo                  | Riposo        | Riposo | Riposo                  | Riposo  |
| 12                | 27 novembre 2022  | Baltimore Ravens        | V 28-27       | 4-7    | TIAA Bank Field         | Sintesi |
| 13                | 4 dicembre 2022   | @ Detroit Lions         | S 14-40       | 4-8    | Ford Field              | Sintesi |
| 14                | 11 dicembre 2022  | @ Tennessee Titans      | V 36-22       | 5-8    | Nissan Stadium          | Sintesi |
| 15                | 18 dicembre 2022  | Dallas Cowboys          | V 40-34 (DTS) | 6-8    | TIAA Bank Field         | Sintesi |
| 16                | 22 dicembre 2022  | @ New York Jets (T)     | V 19-3        | 7-8    | MetLife Stadium         | Sintesi |
| 17                | 1º gennaio 2023   | @ Houston Texans        | V 31-3        | 8-8    | NRG Stadium             | Sintesi |
| 18                | 7 gennaio 2023    | Tennessee Titans        | V 20-16       | 9-8    | TIAA Bank Field         | Sintesi |

Note:
- Gli avversari della propria division sono in grassetto.
- Il simbolo "@" indica una partita giocata in trasferta.
- (M) indica il Monday Night Football, (T) il Thursday Night Football, (S) il Sunday Night Football e (I) le International Series.

## Play-off
Al termine della stagione regolare i Jaguars arrivarono primi nella AFC South con un record di 9 vittorie e 8 sconfitte, qualificandosi ai play-off con il seed 4.
| Play-off   |                 |                          |           |        |                   |         |
| Turno      | Data            | Avversario (seed)        | Risultato | Record | Stadio            | Sintesi |
| Wild Card  | 14 gennaio 2023 | Los Angeles Chargers (5) | V 31-30   | 1-0    | TIAA Bank Field   | Sintesi |
| Divisional | 21 gennaio 2023 | Kansas City Chiefs (1)   | S 20-27   | 1-1    | Arrowhead Stadium | Sintesi |

## Premi

### Premi settimanali e mensili
- Trevor Lawrence:

giocatore offensivo della AFC della settimana 3
giocatore offensivo della AFC della settimana 14
- Devin Lloyd:

rookie difensivo del mese di settembre
- Rayshawn Jenkins:

difensore della AFC della settimana 15
- Riley Patterson:

giocatore degli special team della AFC della settimana 16
- Josh Allen:

difensore della AFC della settimana 18